# Zophopetes barteni
Zophopetes barteni is een vlinder uit de familie van de dikkopjes (Hesperiidae). De soort is voor het eerst wetenschappelijk beschreven door Rienk de Jong in een publicatie uit 2017.
De soort komt voor in Kameroen.